# Étienne-Joseph Hurault
Pour les articles homonymes, voir Hurault.
Étienne-Joseph Hurault,  né le 28 octobre 1873 à Chalons-sur-Marne (Marne) et mort le 7 avril 1934 à Nancy (Meurthe-et-Moselle), est un prélat catholique, évêque de Nancy de 1930 à 1934.

## Biographie
Étienne-Joseph Hurault est né le 28 octobre 1873 à Châlons-sur-Marne au 4 rue de la Marne. Sa famille est commerçante et il fait ses études dans l'institution Saint-Étienne puis entre à 17 ans au séminaire châlonnais de l'angle des rues Carnot et Jessaint ; il passe aussi quatre années au séminaire français de Rome avant d'aller aux cours de l'institut catholique de Paris.
Sa famille est liée à Berzieux.
Il est ordonné prêtre le 19 décembre 1896 à Châlons-sur-Marne où il est rédacteur de la Semaine religieuse et du Bulletin de l'Union Jeanne d'Arc. Il enseigne à l'institution des Enfants de Marie, est aumônier à l'orphelinat Saint-Jacques, enseignant au petit séminaire avant de devenir directeur du grand séminaire Sainte-Croix. Il devient vicaire général du diocèse de Châlons, nommé par Latil en 1911[réf. nécessaire].
Il est désigné évêque de Viviers le 20 décembre 1923, ordonné évêque le 25 mars 1924 et installé évêque de Viviers le 1er avril 1924.
Il est désigné évêque de Nancy (primatie de Lorraine) le 23 décembre 1930 et installé dans cette fonction le 12 février 1931.
Il est décédé le 7 avril 1934 à Nancy.

## Armoiries
Étienne Hurault porte : D’argent à trois roses de gueules, feuillées de sinople, posées en bande, entre deux cotices d’azur ; au chef d’azur à la montagne de trois copeaux d’argent, surmontée d’une croix latine d’or.